# Mutzbraten

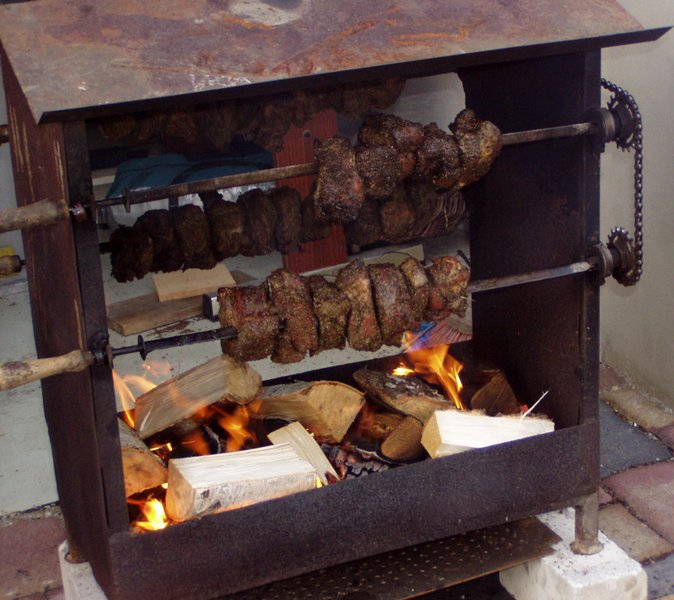
Asado de carne.

Mutzbraten es una especialidad tradicional de la cocina de Thüringen. Consiste en la carne de cerdo procedente de la escápula (omoplato) aliñada con pimienta negra, sal, todo ello marinados con mejorana. 
- Datos: Q883002
- Multimedia: Mutzbraten / Q883002